# Martha Thorne
Martha Thorne es una académica, curadora, y editora estadounidense. Fue Directora Ejecutiva del Premio Pritzker de Arquitectura, Decana de la Escuela de Arquitectura de IE University en Madrid y curadora de arquitectura en el Art Institute of Chicago.  

## Biografía
Martha Thorne nació el 6 de marzo de 1953 en Estados Unidos.
Thorne obtuvo su licenciatura en Artes de Asuntos Urbanos por la Universidad Estatal de Nueva York en Buffalo y una maestría en planificación urbana por la Universidad de Pensilvania.  También se ha formado en la London School of Economics. 
Entre 1996 y 2005 fue curadora asociada del Departamento de Arquitectura del Instituto de Arte de Chicago, donde desarrolló publicaciones junto a su participación en estudios y la curación de colecciones.  También fue miembro del Patronato de la Fundación Graham de Estudios Avanzados en Bellas Artes y formó parte de la Junta Asesora del Archivo Internacional de Mujeres en Arquitectura en Virginia, Estados Unidos. Ha dictado conferencias y ha sido colaborabora en concursos internacionales de arquitectura. 
Entre 2005 y 2021 fue Directora Ejecutiva del Premio Pritzker de Arquitectura y decana de la Escuela de Arquitectura y Diseño de Madrid y Segovia de IE University. Anteriormente, se desempeñó como Decana Asociada de Relaciones Externas en la misma institución. 
En 2022 se incorporó al Obel Award, liderando las iniciativas académicas del premio otorgado por la Fundación Henrik F. Obel.

## Exposiciones
- 1992: Visiones para Madrid: cinco ideas arquitectónicas, Zaha Hadid, Mikko Heikkinen & Markku Komonen, Hans Hollein, Álvaro Siza, Stanley Tigerman: [exposición], Centro Cultural Conde Duque, 16 de noviembre-10 de enero de 1993
- 1994: Museos y arquitectura : nuevas perspectivas [Exposición del 10.05 al 12.06.1994 en la sala de exposiciones del Círculo de Bellas Artes, Madrid / comisaria Martha Thorne]

## Publicaciones seleccionadas
- 1999: Premio Pritzker de Arquitectura : los primeros veinte años, junto a Colin Amery.
- 2000: Rafael Moneo, Edificio Audrey Jones Beck, Museo de Bellas Artes, Houston, junto a Joe C. Aker, Gary Zvonkovic y José Rafael Moneo.
- 2001: Trenes modernos y estaciones espléndidas: arquitectura, diseño y viajes en ferrocarril para el siglo XXI
- 2002: David Adler, arquitecto : los elementos del estilo, junto a Richard Guy Wilson y Pauline C Metcalf.
- 2004: Chicago sin construir, con el Instituto de Arte de Chicago.
- 2006: Informe sobre el fomento de la arquitectura, con Fundación Arquitectura Contemporánea.